# Paris Masters 2001
Il Paris Masters 2001 (conosciuto anche come BNP Paribas Masters per motivi di sponsorizzazione) è stato un torneo di tennis che si è giocato sul Sintetico indoor. È stata la 30ª edizione del Paris Masters, che fa parte della categoria ATP Masters Series nell'ambito dell'ATP Tour 2001. Il torneo si è giocato nel Palais omnisports de Paris-Bercy di Parigi in Francia, dal 29 ottobre al 5 novembre 2001.

## Campioni

### Singolare
Sébastien Grosjean ha battuto in finale  Evgenij Kafel'nikov con il punteggio di 7–6(3), 6–1, 6(5)–7, 6–4.

### Doppio
Ellis Ferreira /  Rick Leach hanno battuto in finale  Mahesh Bhupathi /  Leander Paes con il punteggio di 3–6, 6–4, 6–3.